# Notoplites longispinosus
Notoplites longispinosus är en mossdjursart som beskrevs av Gordon 1984. Notoplites longispinosus ingår i släktet Notoplites och familjen Candidae. Inga underarter finns listade i Catalogue of Life.